# Twilight of the Gods (TV-serie)
Twilight of the Gods är en amerikansk animerad action- och äventyrsserie som hade premiär på Netflix den 19 september 2024. Seriens första säsong består av åtta avsnitt och är regisserad av David Hartman och Jay Olivia efter ett manus skrivet av bland andra Zack Snyder. Peter Stormare gör rösten till Ulfr.

## Handling
Serien är inspirerad av nordisk mytologi och kretsar kring Sigrid och Leif, som efter att ha blivit anfallna av åskguden Tor beger sig ut på jakt efter hämnd.

## Rollista (i urval)
| Sylvia Hoeks    | – Sigrid        |
| Stuart Martin   | – Leif          |
| Pilou Asbæk     | – Thor          |
| John Noble      | – Odin          |
| Paterson Joseph | – Loki          |
| Rahul Kohli     | – Egill         |
| Jamie Clayton   | – The Seid-Kona |
| Kristofer Hivju | – Andvari       |
| Peter Stormare  | – Ulfr          |
| Jamie Chung     | – Hel           |
| Lauren Cohan    | – Inge          |
| Corey Stoll     | – Hrafnkel      |